# Gullspångsälven
Gullspångsälven (ældre navn Amn), en ca 8 km lang flod som løber fra søen Skagern (69 moh.) til Vänern (44 moh.). Gullspångsälven udgør grænsen mellem Värmland og Västergötland. Skagerns største tilløb er Letälven, hvis største tilløb er Svartälven. Svartälvens kilder kan dermed regnes som Gullspångsälvens kilder, og flodsystemets totale længde bliver dermed 246 km. Afvandingsområdet er 5.044 km², hvoraf 67 % er skove, 13 % søer, 4 % landbrugsområde, 1 % byområde og de resterende 15 % er hovedsageligt moser. Ved udmundingen er vandføringen omkring 62 m³/s og omkring 210 m³/s når der er mest.  Gullspångsälven tilhører Göta älvs hovedafvandingsområde.
Ifølge Fiskeriverket skal den rødlistede karpefisk asp (Aspius aspius) parre sig i Gullspångsälven. I Gullspångsälven findes også en type af laks, gullspångslaks, som kun vandrer mellem floden og Vänern.
Det, som hidtil er gjort for at bevare de unikke stammer af Gullspångslaks og Gullspångsöring, er ikke tilstrækkeligt, så i april 2003 er projektet "Rädda Gullspångslaxen"  blevet søsat. 